# Réclame ta rue
Réclame ta rue est un événement militant et festif ayant eu lieu annuellement dans la ville de Québec de 2003 à 2012 environ.

## Historique
S'inspirant du mouvement londonien Reclaim the streets issu de la scène rave, Réclame ta rue a débuté en septembre 2003. L'événement a concordé, les premières années, avec la fête du travail, congé férié au Canada, soit le premier lundi du mois de septembre. Les éditions passées ont permis à plusieurs activités et prestations de s'y dérouler, notamment de la danse en plein air, des démonstrations de skateboard et parcours d'unicycle extrême, spectacles musicaux, peinture, art, et plusieurs autres activités créatives parfois indescriptibles. L'édition de 2010, tenue sur le parvis de l'église Saint-Roch en mai, a été entravée par la force policière. En 2012, une tentative de tenir de nouveau l'événement en août a attiré peu de participants et a de nouveau été bloquée par la police.

## Philosophie
L'idéologie derrière le Réclame ta rue vise à placer, ne serait-ce qu'une journée par année, les humains devant les voitures. Ainsi l'objectif est de faire en sorte que les gens habitant le quartier visé (souvent un quartier populaire ou défavorisé) puissent reprendre le contrôle de la rue, s'y exprimer et s'y amuser gratuitement, le tout sans demander la permission à quelque instance légale ou gouvernementale que ce soit. Il s'agit donc aussi d'exercer le pouvoir citoyen en dehors de ces instances souvent considérées comme trop lourdes et restrictives ou hors de portée de plusieurs citoyens des quartiers visés. Les participants sont donc fortement encouragés à s'y présenter non pas en tant que spectateurs, mais en tant qu'acteurs. C'est-à-dire qu'il est grandement favorisé que les participants y amènent une activité de leur cru, sans devoir passer par quelconque approbation ou être placé dans un horaire particulier.

## Concept
Un lieu est choisi à l'avance mais n'est révélé qu'au dernier instant. Pour ce faire, les participants se rejoignent à un point de ralliement et effectuent une marche, serpentant dans la ville jusqu'au moment de prendre place à l'endroit choisi. Par la suite, les intersections adjacentes sont barrées à la circulations automobile, et la zone du Réclame ta rue s'ouvre aux événements préparés par tous et chacun.